# Station Ruskington
Ruskington is een spoorwegstation van National Rail in Ruskington, North Kesteven in Engeland. Het station is eigendom van Network Rail en wordt beheerd door East Midlands Railway. Het station is geopend in 1882.